# Kiyomizu-dera
| Imagem: Monumentos Históricos da Antiga Quioto | O Kiyomizu-dera está incluido no sítio "Monumentos Históricos da Antiga Quioto", Património Mundial da UNESCO. |  |

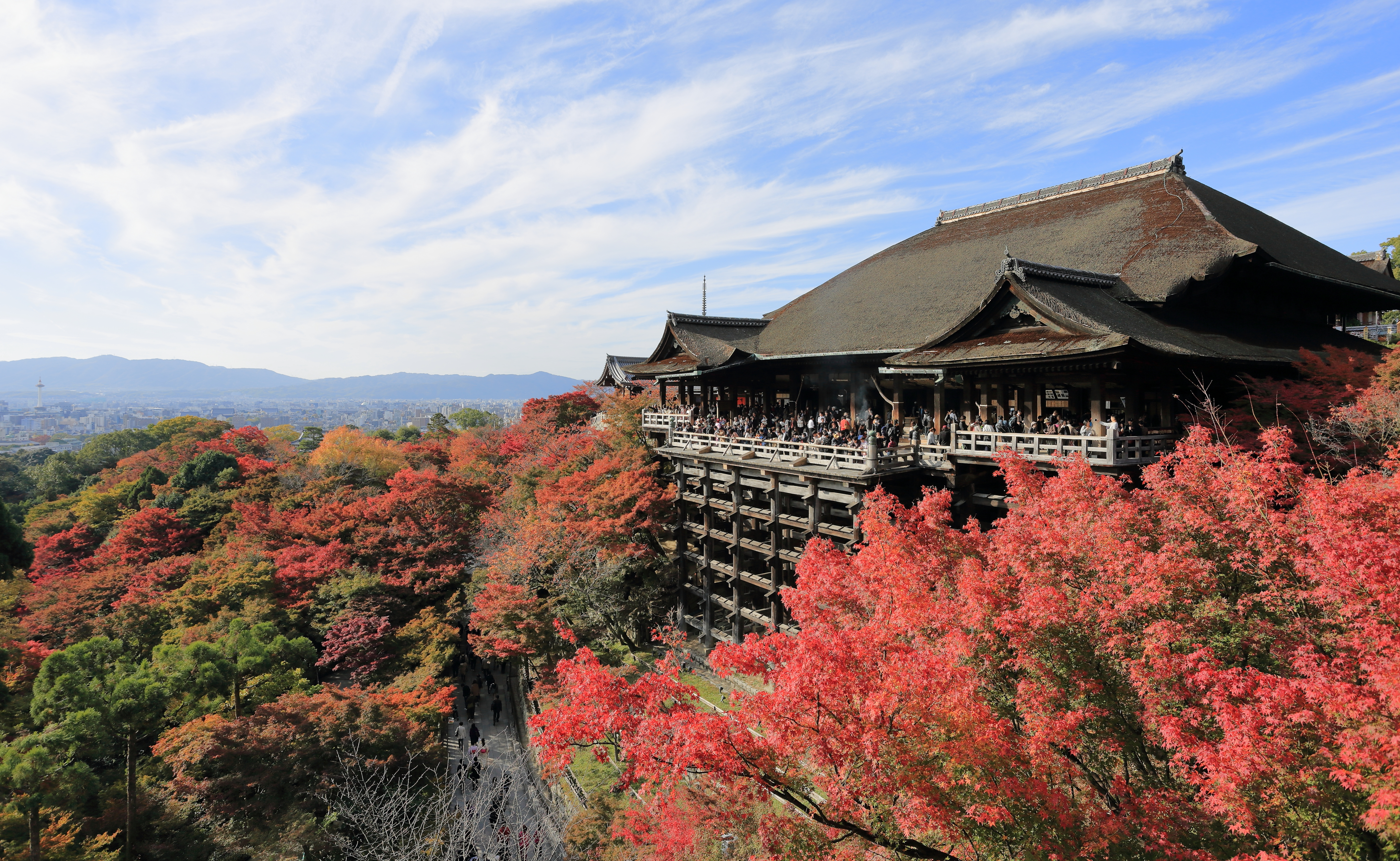
Kiyomizu-dera em 2016

O Kiyomizu-dera (清水寺), oficialmente Otowa-san Kiyomizu-dera (音羽山清水寺) é um templo budista independente no leste de Quioto. O templo é parte dos Monumentos Históricos da Antiga Quioto e patrimônio mundial da UNESCO. (Ele pode ser confundido com o Kiyomizu-dera em Yasugi, que é parte da rota de 33 templos da peregrinação Chūgoku 33 Kannon pelo oeste do Japão).

## História

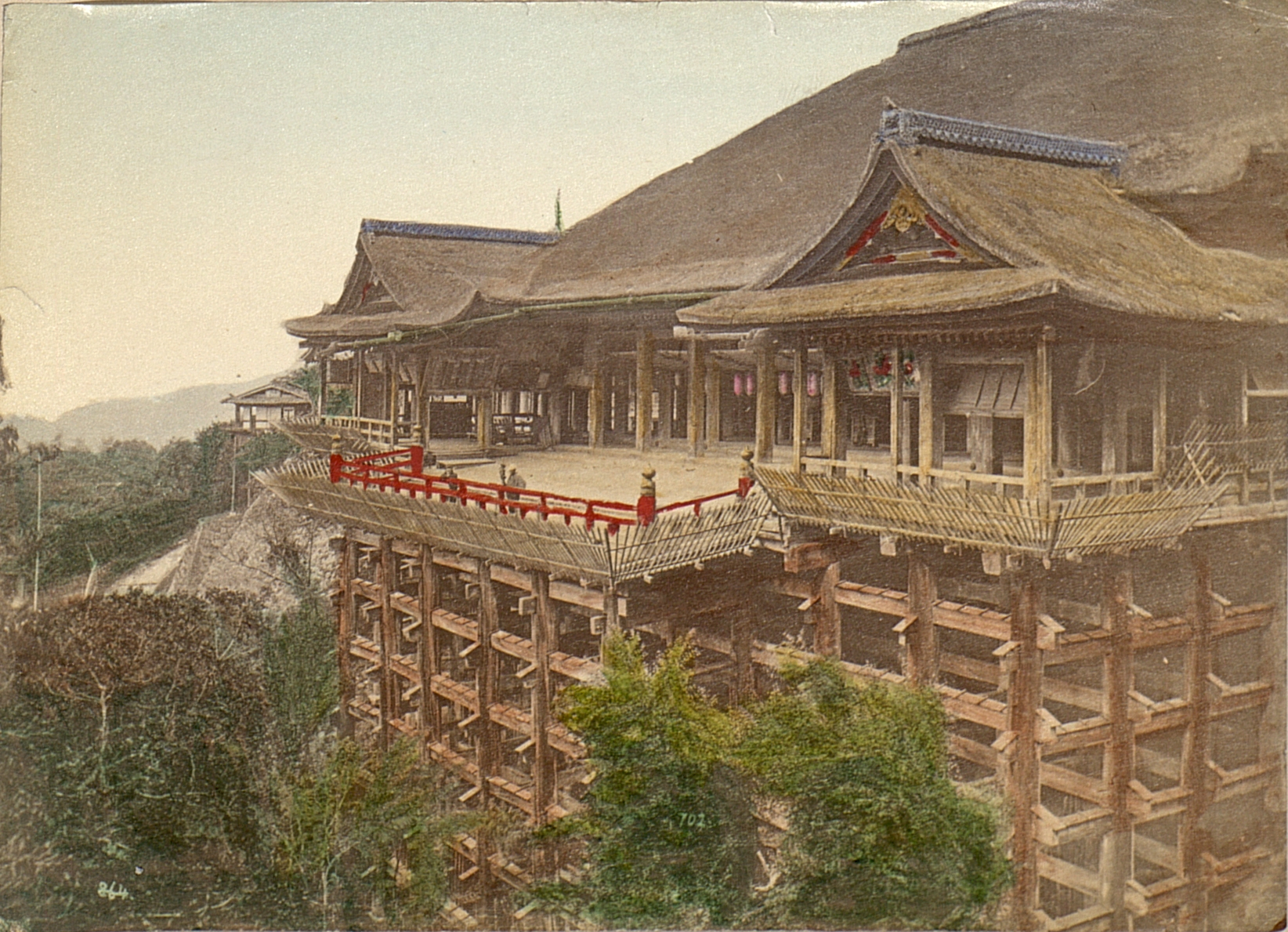
Kiyomizu-dera em cerca de 1909

O Kiyomizu-dera foi fundado no início do período Heian. O templo foi fundado  em 798 por Sakanoue no Tamuramaro ( general e shogun) e suas construções atuais foram construídas em 1633, ordenadas por Tokugawa Iemitsu. Não há um único prego usado em toda a estrutura. Ele leva seu nome da cachoeira no complexo, que flui das colinas próximas de lá. Kiyomizu significa água límpida, ou água pura.
Ele era originariamente afiliado à antiga e influente seita Hossō, que data da época de Nara. No entanto, em 1965, ele cortou sua afiliação e seus guardiões atuais se proclamam membros da seita "Kitahossō".

## Presente
O salão principal possui uma grande varanda, apoiada por pilares altos, que se projeta sobre a encosta e oferece uma vista impressionante da cidade. Grandes varandas e salões principais fora construídos em muitos locais populares durante o período Edo para acomodar um grande número de peregrinos.
A expressão popular "pular para fora do Kiyomizu" é o equivalente à expressão "mergulhar de cabeça". Isto refere-se à tradição do período Edo que estabelecia que, se alguém sobrevivesse a um pulo de 13m da varanda, seu desejo seria realizado. 234 pulos foram registrados no período Edo e desses, 85,4% sobreviveram. A prática é atualmente proibida.
Sob o salão principal está a cachoeira de Otowa, onde três canais de água caem em um lago. Os visitantes podem pegar e beber a água, que acredita-se ter poderes de realizar desejos.
O complexo do templo inclui alguns outros templos xintoístas, entre eles o Santuário Jishu, dedicado a Ookuninushi, um deus do amor e "bons pares". O Santuário Jishu possui um par de "pedras do amor" colocadas a 6 metros de distância uma da outra, onde os visitantes podem tentar andar entre elas com os olhos fechados. Ao ter sucesso em alcançar a outra pedra com os olhos fechados, o peregrino encontraria o amor da vida, ou amor verdadeiro. A pessoa pode ser ajudada na tarefa, mas isso significa que um intermediário será necessário. O interesse romântico da pessoa pode ajudá-los também.
O complexo também oferece vários talismãs, incenso e omikuji (papéis da sorte). O local é particularmente popular durante festivais (especialmente no Ano Novo e durante o obon no verão) quando barracas adicionais preenchem o terreno vendendo comidas e lembranças tradicionais para multidões de visitantes.
Em 2007, o Kiyomizu-dera foi um dos 21 finalistas das Sete maravilhas do mundo moderno. No entanto, ele não foi escolhido entre os sete locais vencedores.

## Galeria

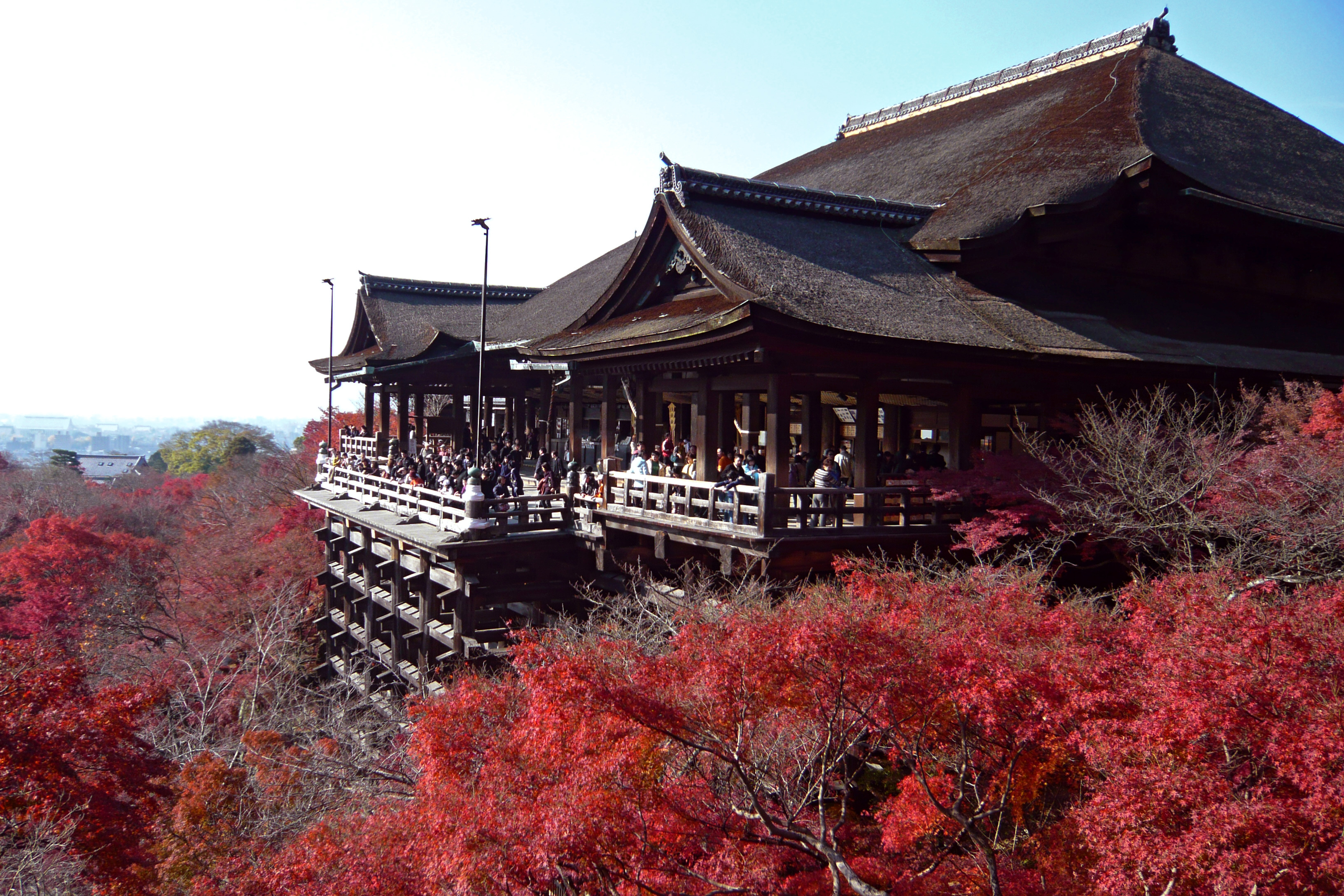
Kiyomizu-dera no outono
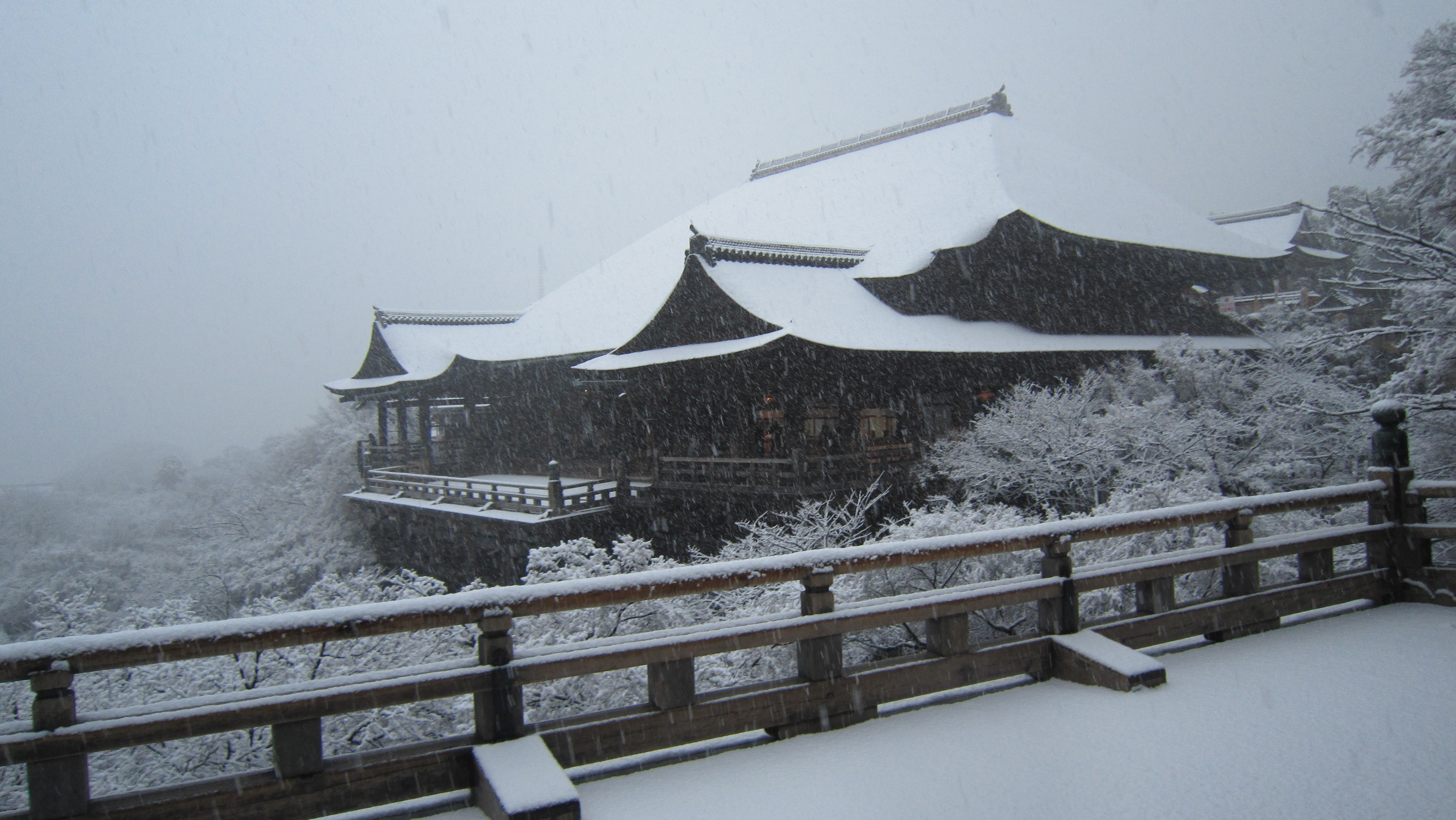
Kiyomizu-dera no inverno
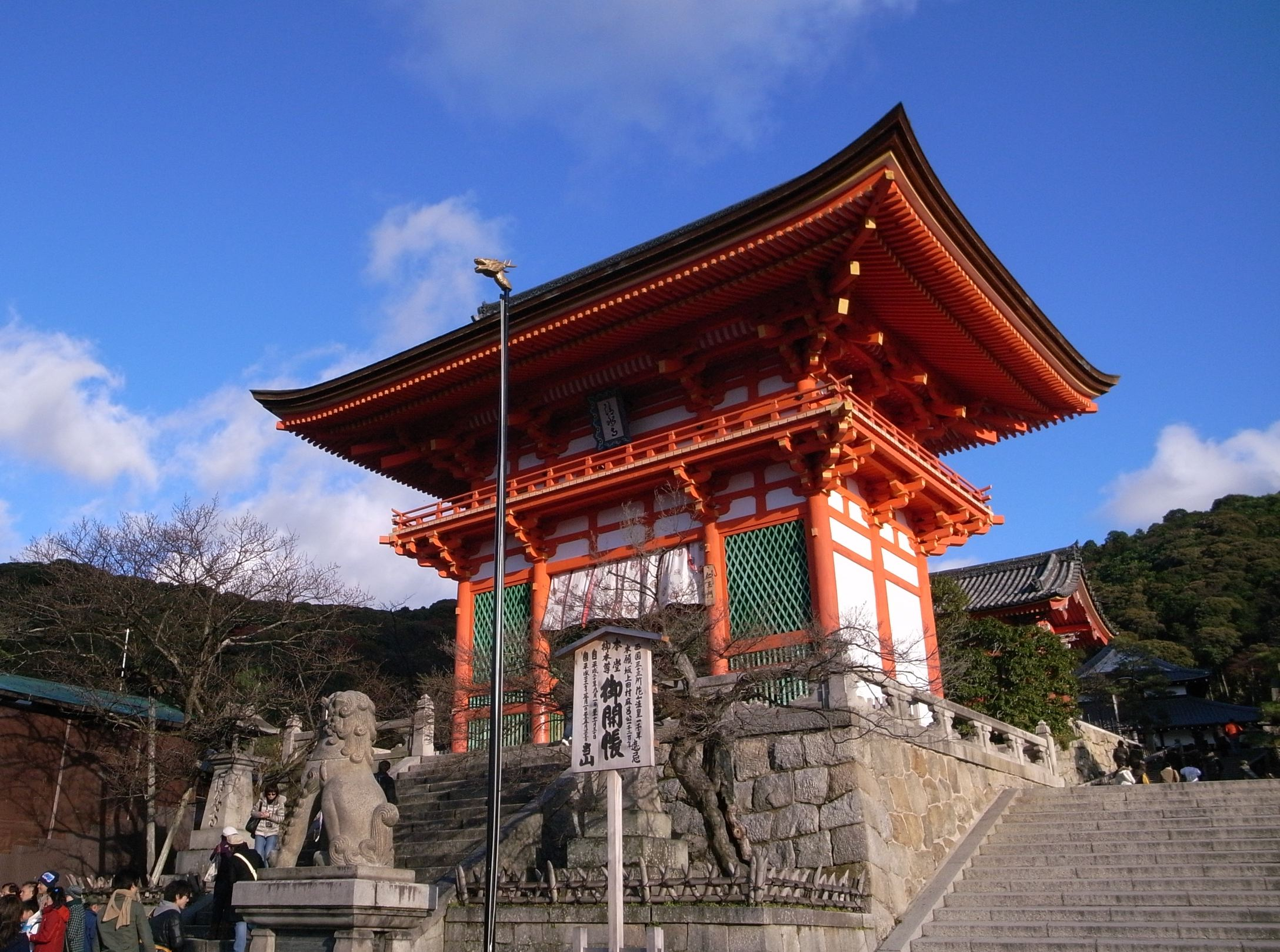
Um niōmon (portão de deva)
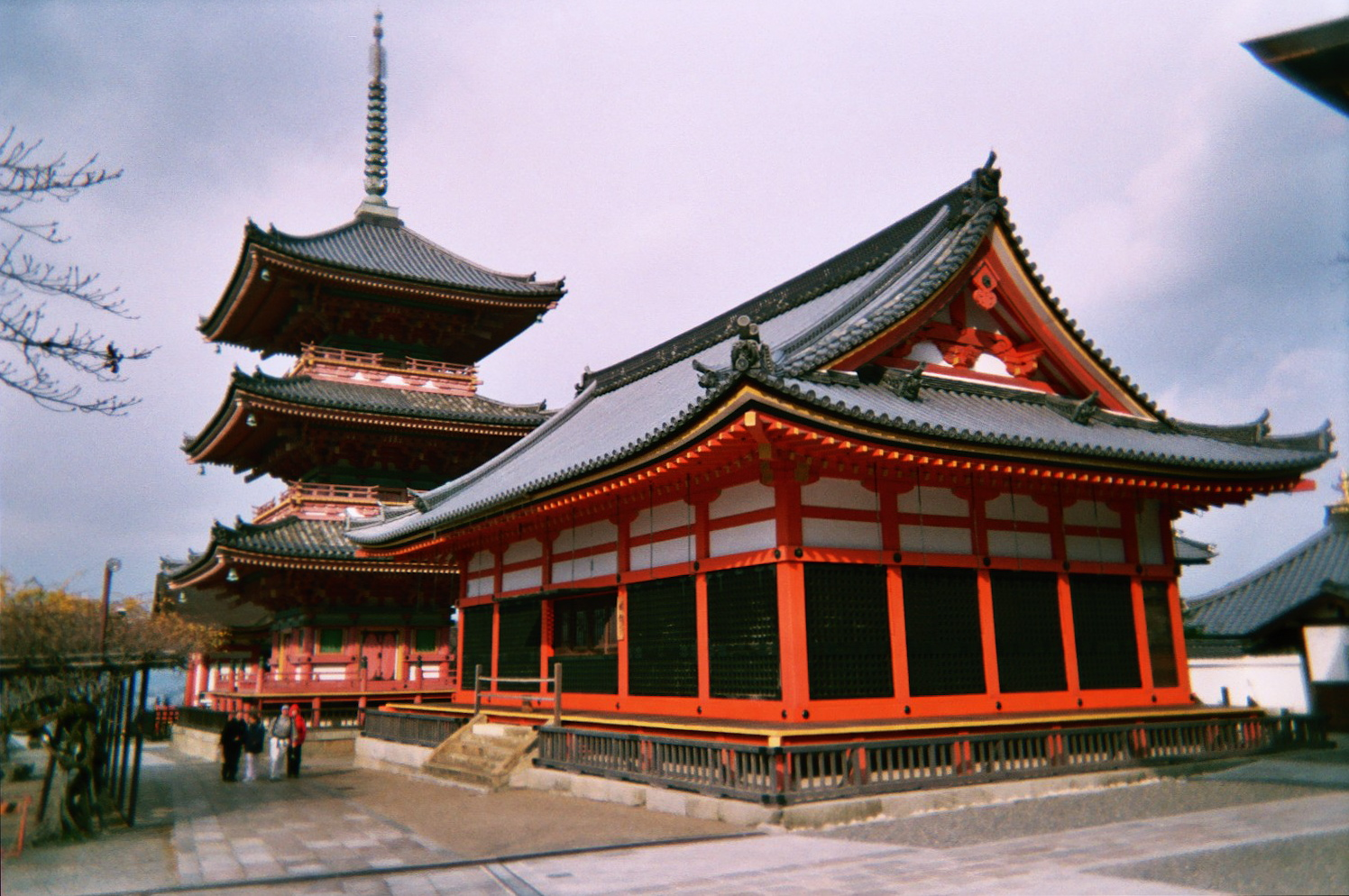
Vista posterior do pagode e construção vizinha
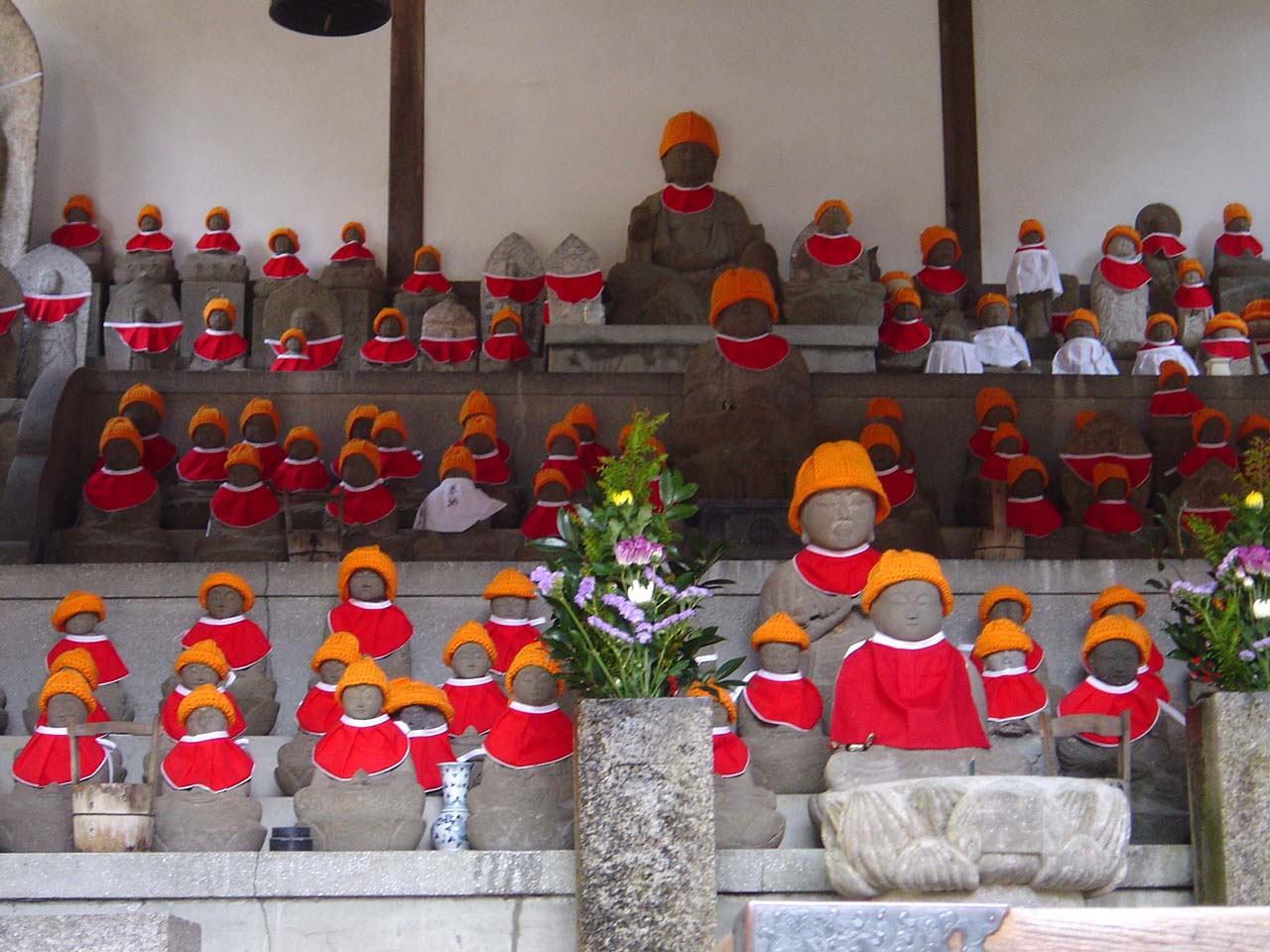
Estatuetas de Ksitigarbha (ou Jizō) en masse
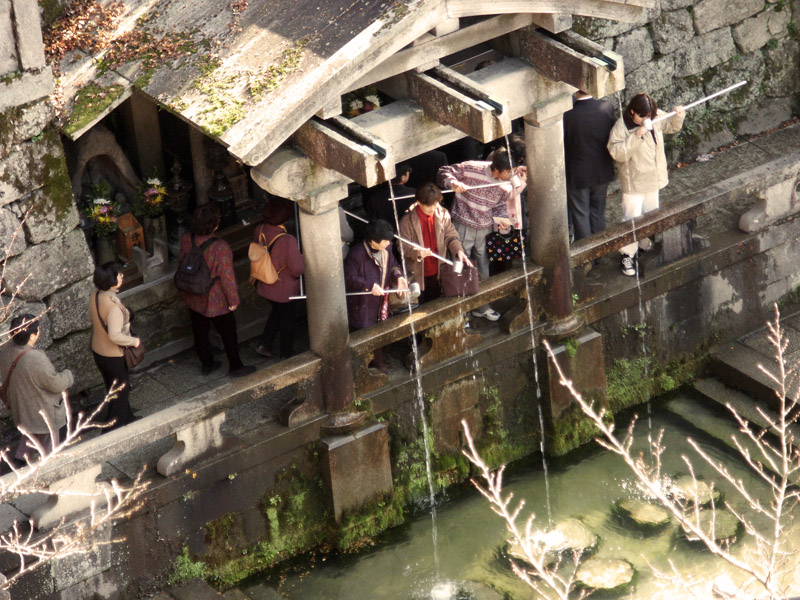
Otowa-no-taki, a cachoeira onde os visitantes bebem pela saúde, longevidade e sucesso nos estudos
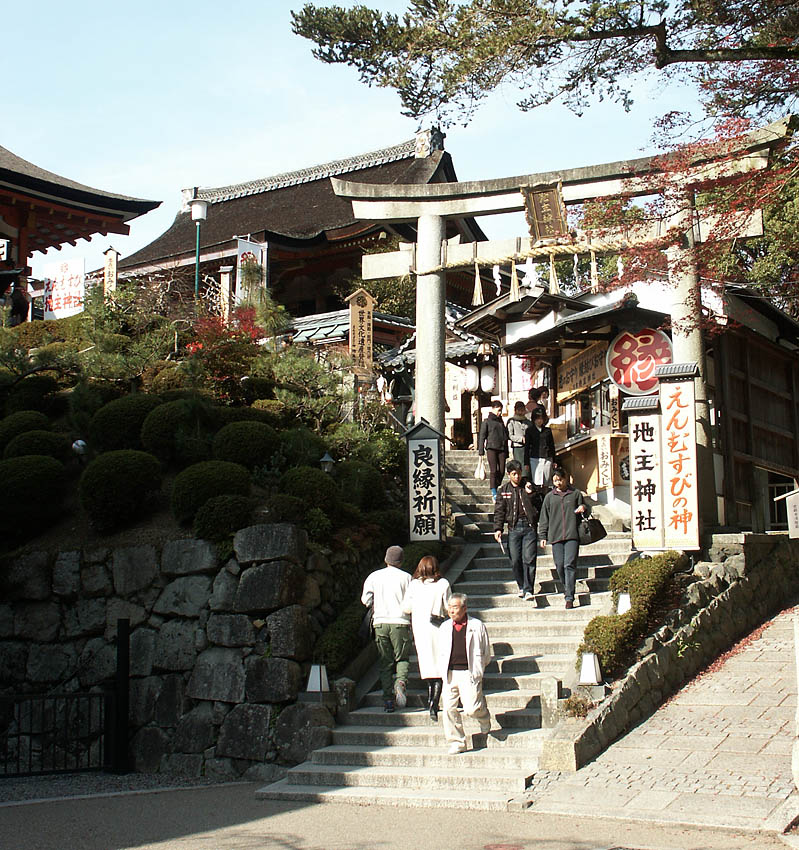
Torii do Jishu-jinja, um templo casamenteiro
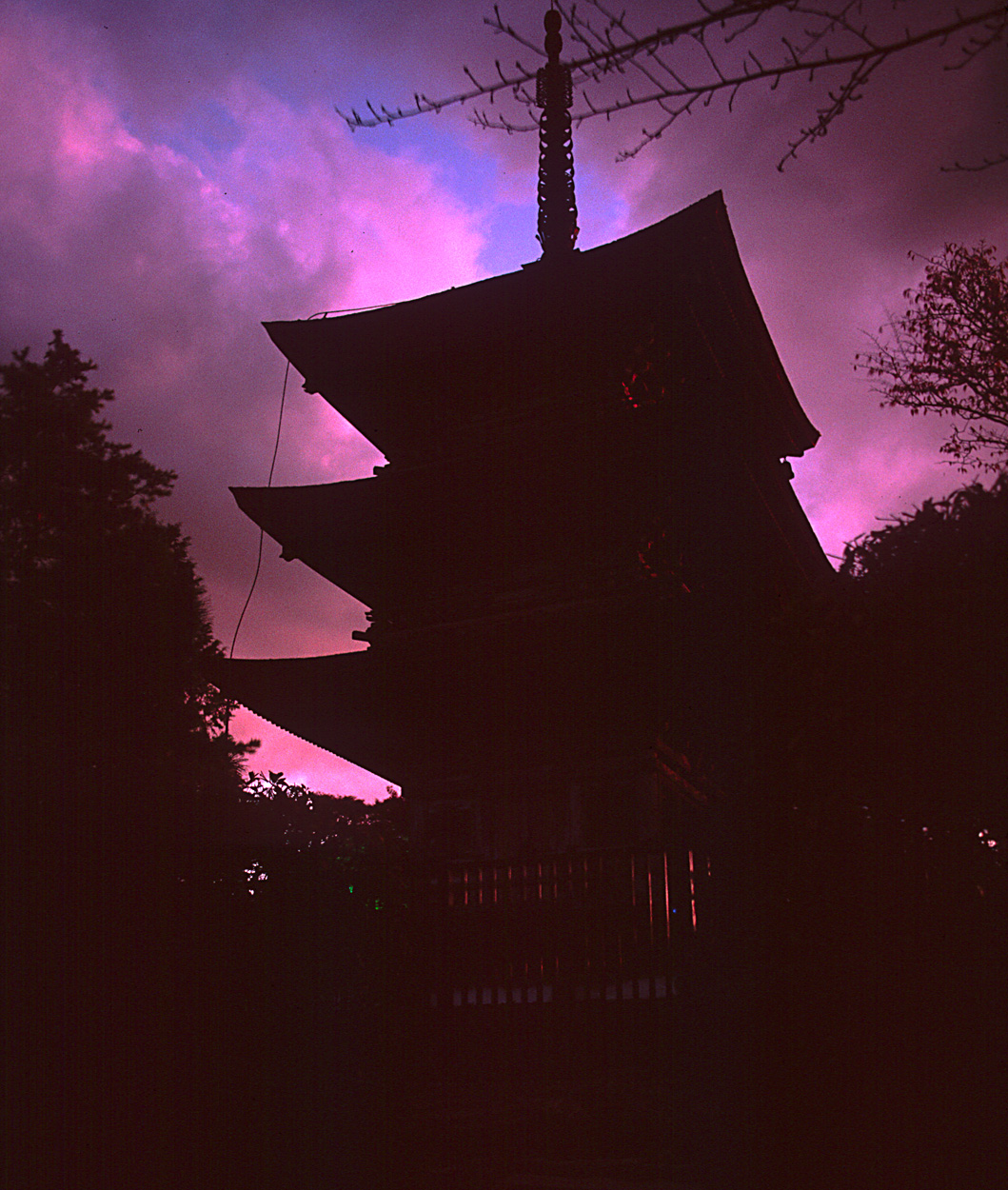
Silhueta à noite do pagode de três andares
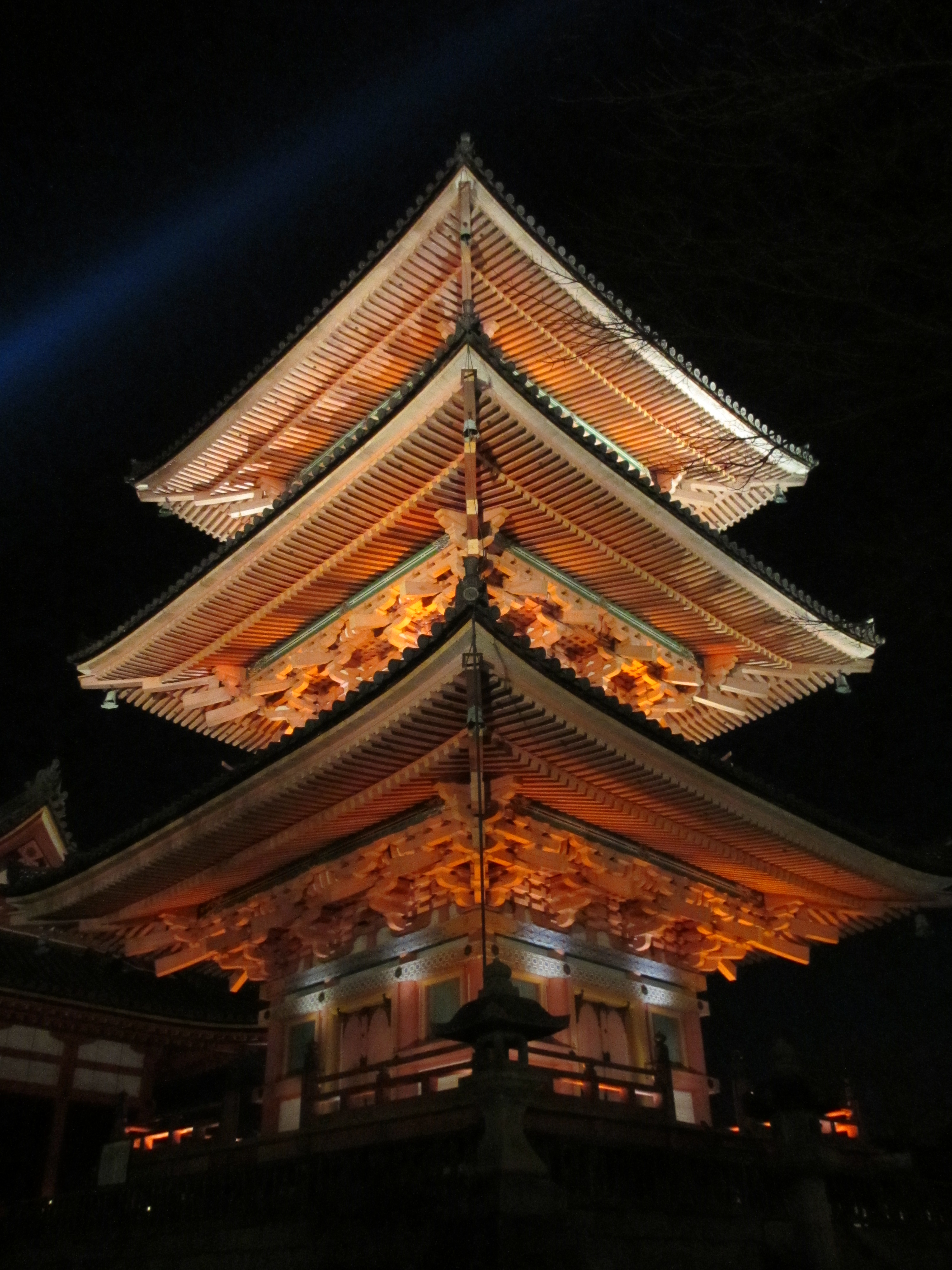
Kiyomizu-dera iluminado
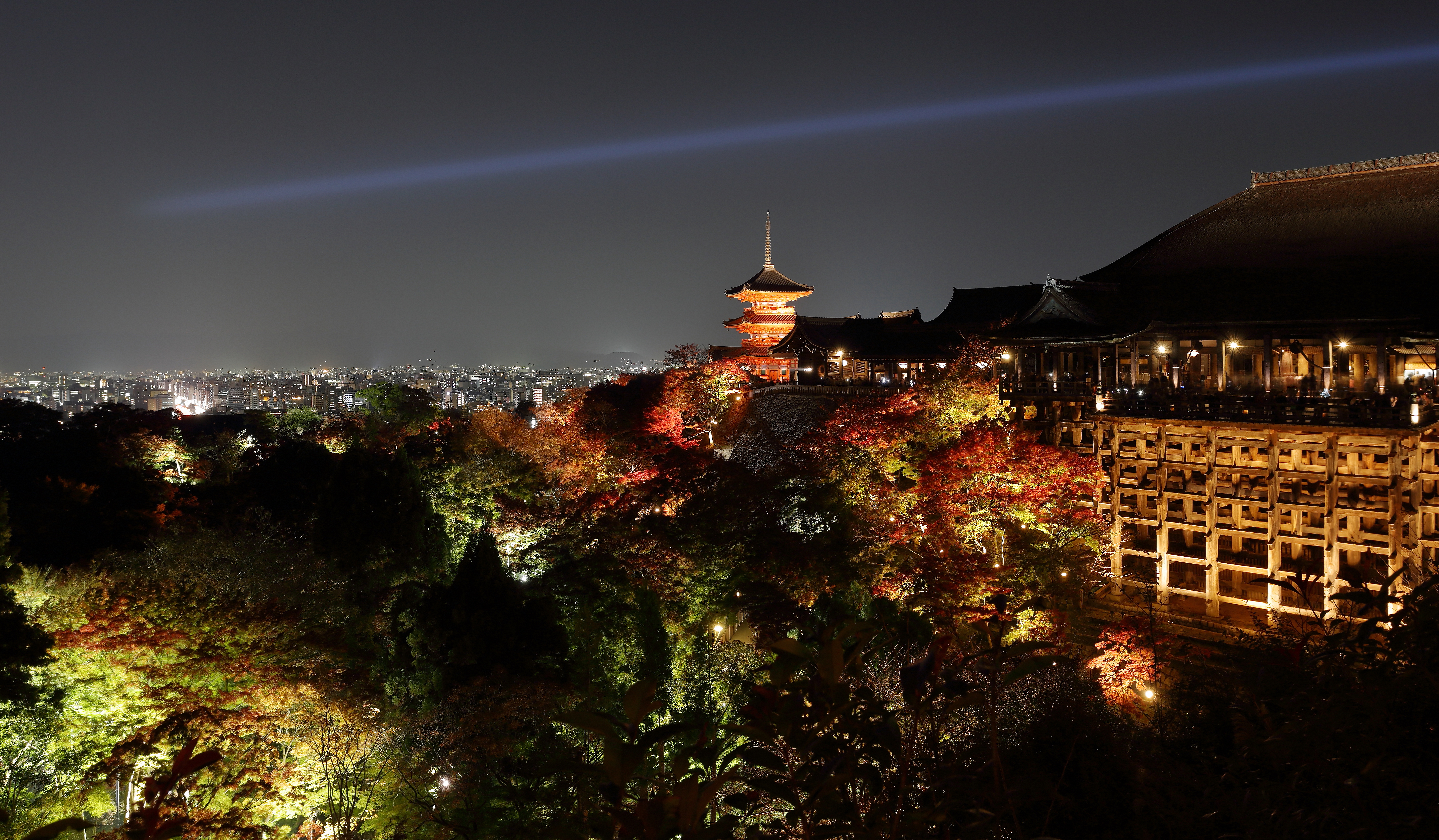
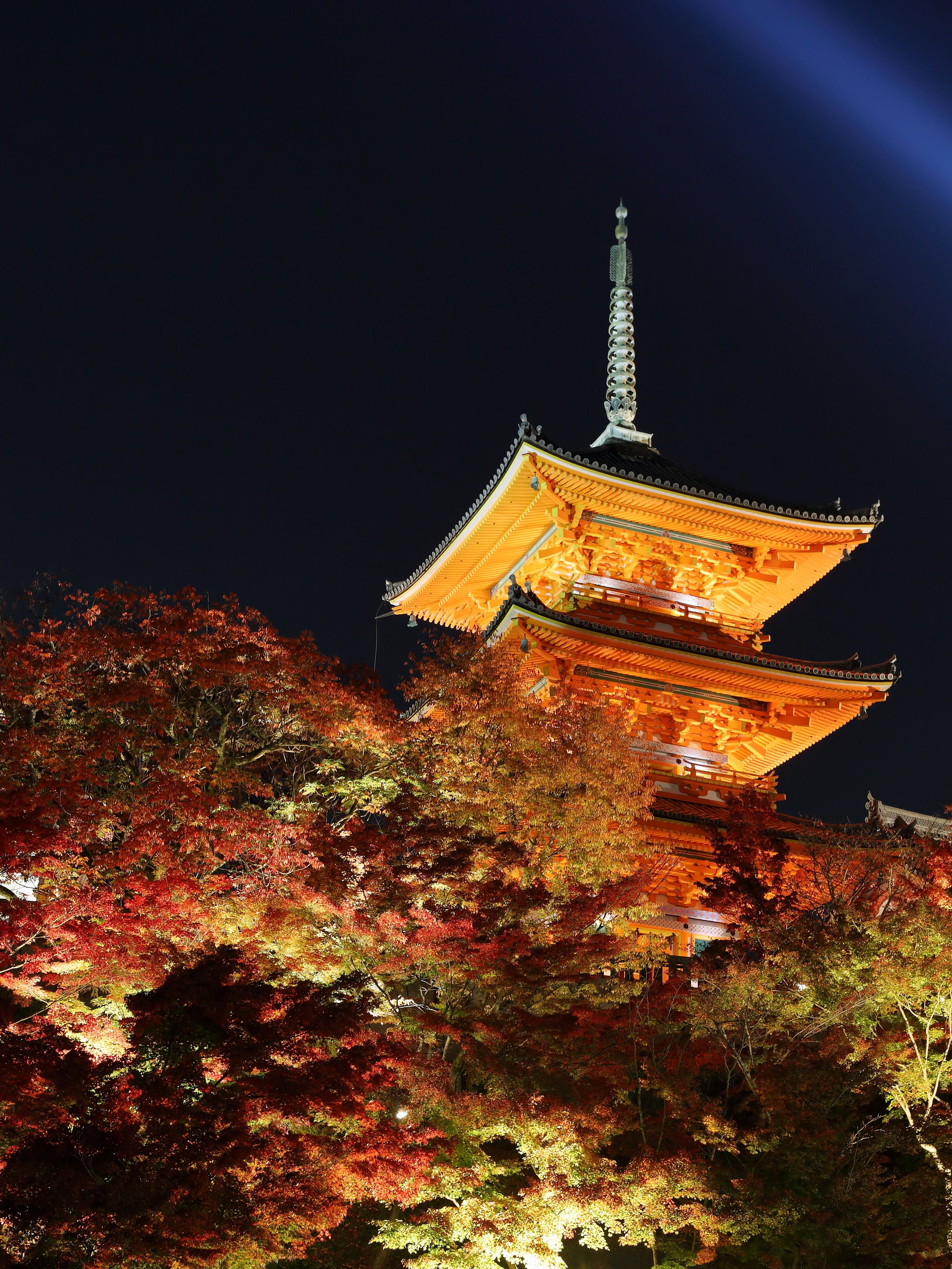
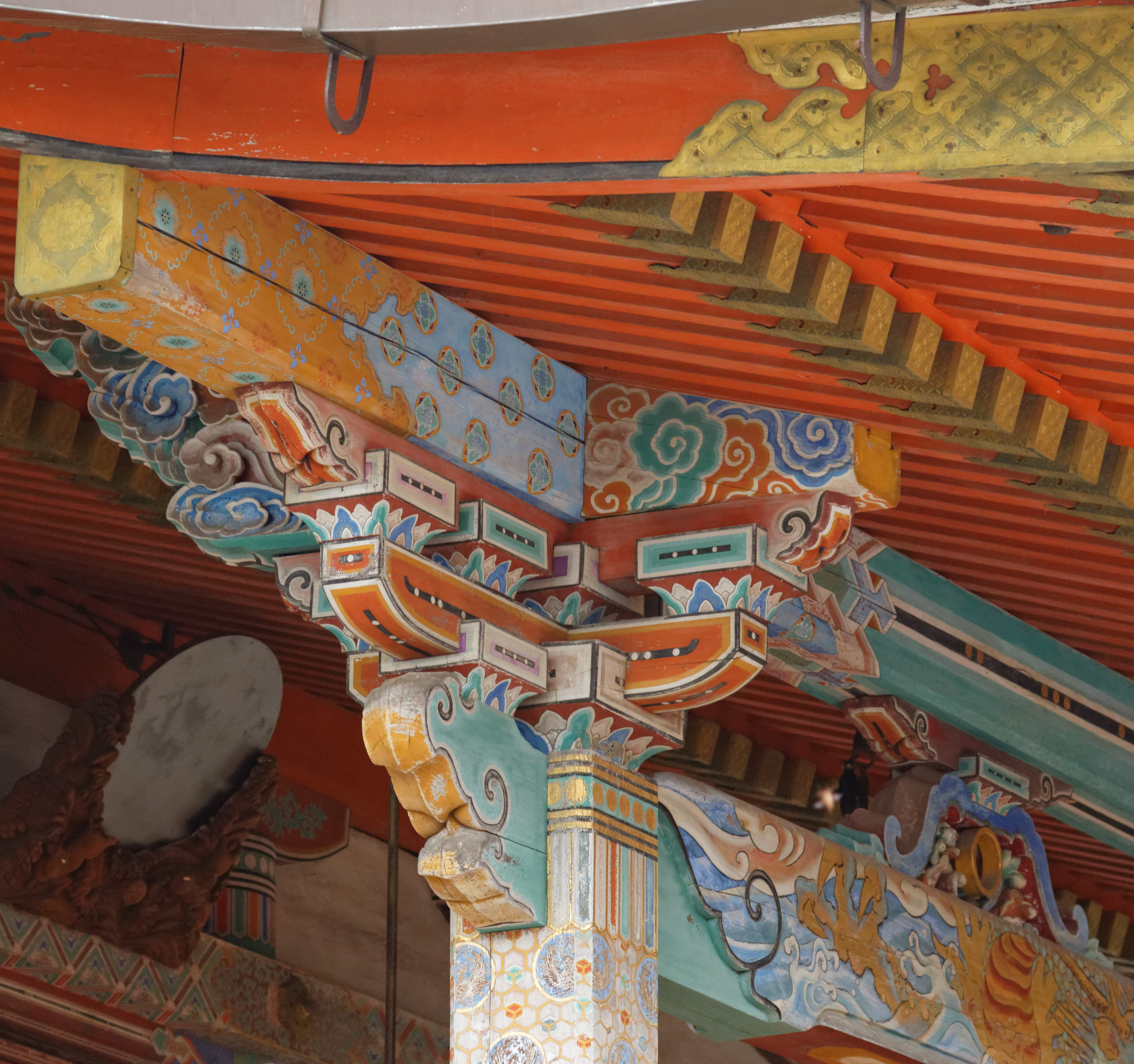
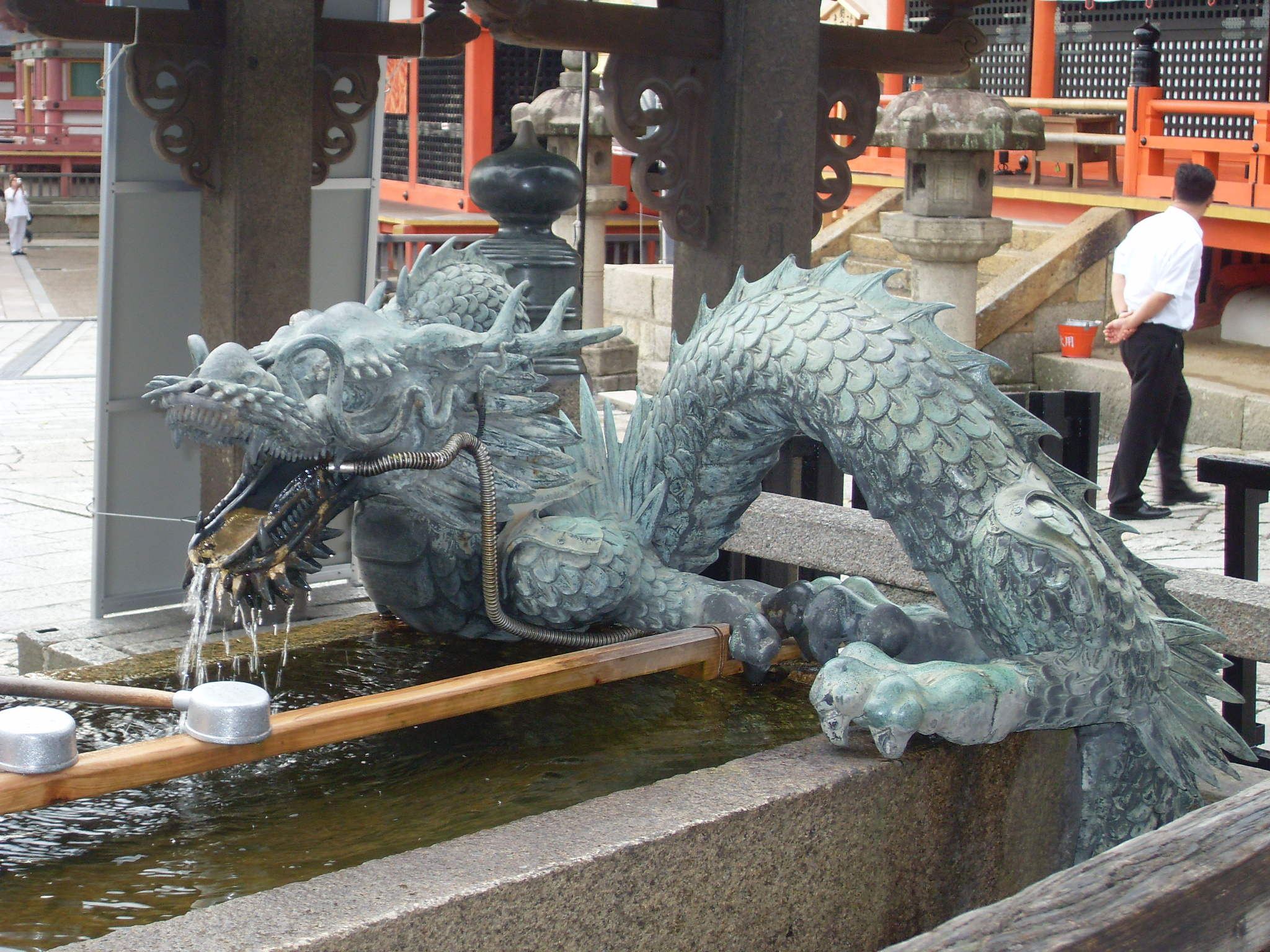
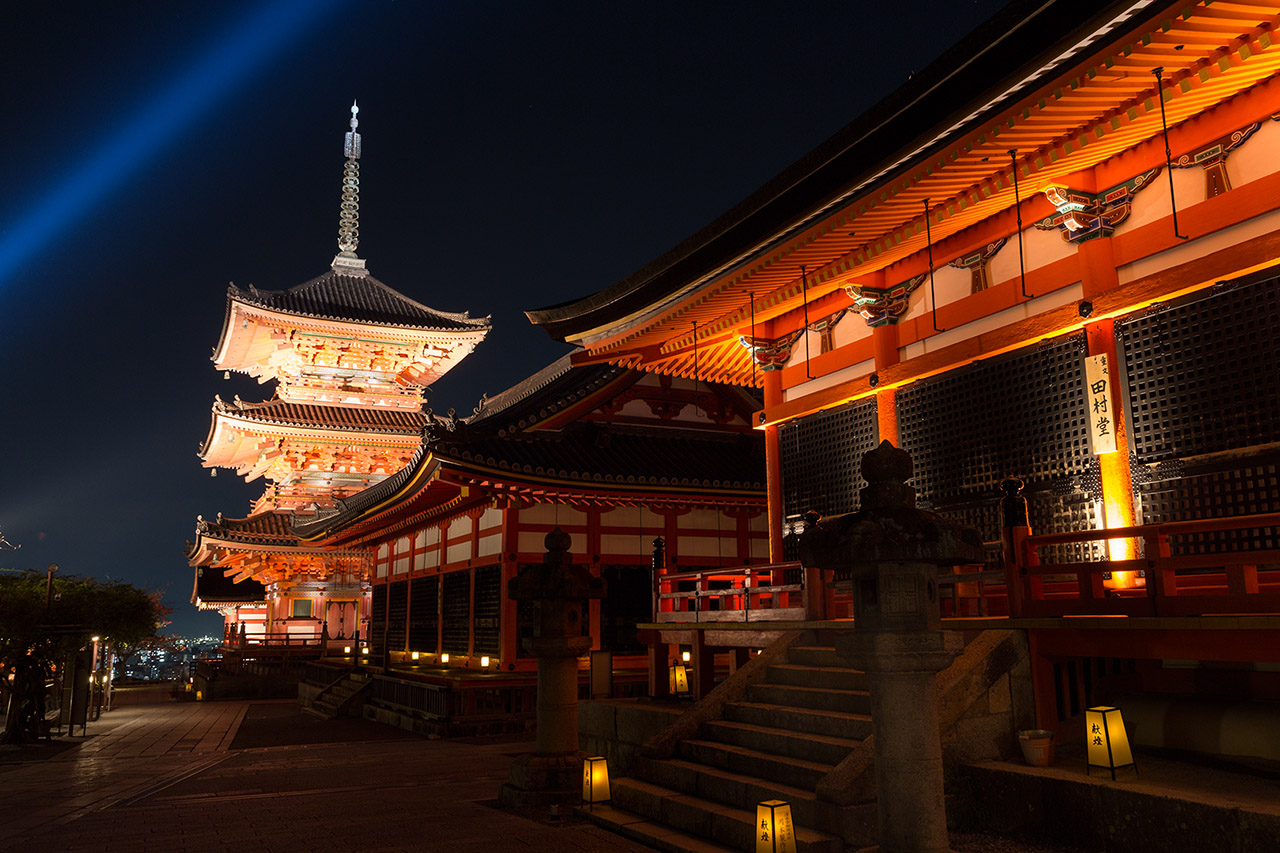